# Meteorus antipodalis
Meteorus antipodalis är en stekelart som beskrevs av William Harris Ashmead 1900. Meteorus antipodalis ingår i släktet Meteorus och familjen bracksteklar. Inga underarter finns listade i Catalogue of Life.